# Дејан Антић
Дејан Антић (Јагодина, 9. децембар 1968) је српски шаховски велемајстор, шаховски теоретичар, специјалиста за теорију шаховских отварања и писац књига са шаховском тематиком.

## Шаховска каријера
Дејан Антић је међународни мајстор шаха постао 1991. а велемајстор 1999. године.
Антић је освојио  Првенство Србије и 2015. са пет победа и шест ремија. Био је вицешампион Југославије 2000. и вицешампион Србије 2002.
За репрезентацију Србије на Екипном првенству Европе 2015. је извојевао једну победу и претрпео један пораз.
Био је победник међународних турнира у Јагодини (1998), Лепосавићу (2003) и Ираклиону (2018). Био је победник отворених турнира у Београду (1988), Лас Вегасу (Мастерс серија турнир, 2006), Сиднеју (Турнир из серије Велике награде Аустралије, 2007), Пловдиву (Отворено првенство Бугарске, 2009). 2022. је победио на рапид турниру у Шпанији (XXIV Guanche de Plata – Breña Alta).
Бави се тренерским радом. 2005. добио је звање ФИДЕ тренера, а 2015. звање вишег тренера ФИДЕ.

## Дела
- The Modern French: A Complete Guide for Black. New In Chess (2012)  978-9056913991
- The Modern Bogo 1.d4 e6. A Complete Guide for Black. New In Chess (2015)  978-90-5691-495-0